# Shefferscher Strich

Venn-Diagramm von
Die Sheffer-Funktion ist die Negation des logischen und.
Im rot markierten Bereich ist die Funktion wahr, also genau da, wo und falsch ist.

Der Sheffersche Strich (auch Sheffer-Strich, Sheffer-Funktion, Sheffer-Operator oder englisch Sheffer stroke; nach Henry Maurice Sheffer benannt) bzw. NAND (englisch not and = nicht und), geschrieben als „|“, bezeichnet in der Booleschen Algebra und der Aussagenlogik einen booleschen Operator bzw. Junktor.
Die damit begründete logische Operation ist äquivalent zur Negation der Konjunktion
(AND-Verknüpfung) zweier boolescher Variablen, umgangssprachlich entspricht dies dem „nicht beide“.

## Definition

### Semantische Definition (Wahrheitstabelle)
Der Sheffersche Strich, bezeichnet durch „|“ (oder manchmal auch als „↑“, „NAND“, „{\displaystyle {\overline {\land }}}“), ist ein zweistelliger Junktor der Aussagenlogik, der semantisch durch die folgende Wahrheitstabelle definiert wird (hierbei steht w für wahr, f für falsch):
| A | B | A \| B |
| - | - | ------ |
| w | w | f      |
| w | f | w      |
| f | w | w      |
| f | f | w      |

Die Gesamtaussage zweier durch den Shefferschen Strich verknüpften Aussagen ist wahr, wenn mindestens eine Aussage falsch ist, bzw. dann falsch, wenn beide wahr sind.

### Syntaktische Definition
Der Sheffersche Strich kann durch die Negation der Konjunktion definiert werden:
{\displaystyle A\;\;\!\!|\;\;\!\!B:=\neg (A\wedge B)\equiv {\overline {A\wedge B}}}

## Geschichte
Der Sheffersche Strich ist nach Henry Maurice Sheffer benannt, der eine Menge von fünf unabhängigen Axiomen für boolesche Algebren angab, die von nur einem Junktor Gebrauch machen. Er selbst zog die Interpretation von {\displaystyle p\;\;\!\!|\;\;\!\!q} als weder {\displaystyle p} noch {\displaystyle q} in Betracht (wobei er darauf hinwies, dass auch die als nicht {\displaystyle p} oder nicht {\displaystyle q} möglich ist, was dem heutigen Gebrauch entspricht) und zeigte, dass durch diesen Junktor Negation und Disjunktion ausgedrückt werden können. Charles Sanders Peirce hatte mehr als dreißig Jahre vorher erkannt, dass sich alle Junktoren durch den Shefferschen Strich und den zu ihm dualen Operator, der Peirce-Funktion (NOR), ausdrücken lassen.

## Äquivalenzen
Die üblichen Junktoren der Aussagenlogik lassen sich wie folgt durch den Shefferschen Strich ausdrücken:
| Negation (Komplement-Gatter): {\displaystyle \neg A\equiv A\;\;\!\!\|\;\;\!\!A,} |
| Konjunktion (Und-Gatter): {\displaystyle A\wedge B\equiv (A\;\;\!\!\|\;\;\!\!B)\;\;\!\!\|\;\;\!\!(A\;\;\!\!\|\;\;\!\!B),} |
| Disjunktion (Oder-Gatter): {\displaystyle A\vee B\equiv (A\;\;\!\!\|\;\;\!\!A)\;\;\!\!\|\;\;\!\!(B\;\;\!\!\|\;\;\!\!B),} |
| materiale Implikation, Konditional: {\displaystyle A\rightarrow B\equiv A\;\;\!\!\|\;\;\!\!(B\;\;\!\!\|\;\;\!\!B)\equiv A\;\;\!\!\|\;\;\!\!(A\;\;\!\!\|\;\;\!\!B)}                                                                 |
| materiale Äquivalenz, Bikonditional (XNOR, XNOR-Gatter): {\displaystyle A\leftrightarrow B\equiv (A\;\;\!\!\|\;\;\!\!B)\;\;\!\!\|\;\;\!\!((A\;\;\!\!\|\;\;\!\!A)\;\;\!\!\|\;\;\!\!(B\;\;\!\!\|\;\;\!\!B))}                         |
| Kontravalenz, Antivalenz, Alternative (XOR, Exklusiv-Oder-Gatter): {\displaystyle A\;\;\!\!{\dot {\lor }}\;\;\!\!B\equiv (A\;\;\!\!\|\;\;\!\!(A\;\;\!\!\|\;\;\!\!B))\;\;\!\!\|\;\;\!\!(B\;\;\!\!\|\;\;\!\!(A\;\;\!\!\|\;\;\!\!B))} |

## Eigenschaften und Besonderheiten
Der Sheffersche Strich hat die Besonderheit, dass er allein, ohne weitere logische Operatoren, ein für die Aussagenlogik funktional vollständiges Junktorensystem bildet. Diese Eigenschaft ist die Grundlage für die große Bedeutung des NAND in der modernen digitalen Elektronik.
Die NAND-Verknüpfung sowie alle anderen logischen Verknüpfungen können durch NAND-Gatter respektive deren Verschaltung umgesetzt werden und gelten in der Digitaltechnik daher als Standardbaustein. Zudem werden NAND-Bausteine häufig benutzt, da sie die günstigsten digitalen Bausteine sind. So werden sehr platzsparend etwa Speicherbausteine wie NAND-Flashes aus NAND-Bausteinen aufgebaut.